# Mistrovství světa v ledním hokeji žen do 18 let 2021
Mistrovství světa v ledním hokeji žen do 18 let 2021 bylo naplánováno jako 14. mistrovství světa v ledním hokeji žen do 18 let. 
Dne 17. září 2020 byly všechny turnaje zrušeny IIHF kvůli pandemii covidu-19. 

## Skupiny
|  | Týmy postupující do semifinále     |
|  | Týmy postupující do čtvrtfinále    |
|  | Týmy sestupující do boje o udržení |

### Skupina A
| Tým    | Z | V | VP | PP | P | GV | GI | +/- | B |
| ------ | - | - | -- | -- | - | -- | -- | --- | - |
| Kanada | 0 | 0 | 0  | 0  | 0 | 0  | 0  | 0   | 0 |
| Finsko | 0 | 0 | 0  | 0  | 0 | 0  | 0  | 0   | 0 |
| Rusko  | 0 | 0 | 0  | 0  | 0 | 0  | 0  | 0   | 0 |
| USA    | 0 | 0 | 0  | 0  | 0 | 0  | 0  | 0   | 0 |

### Skupina B
| Tým       | Z | V | VP | PP | P | GV | GI | +/- | B |
| --------- | - | - | -- | -- | - | -- | -- | --- | - |
| Česko     | 0 | 0 | 0  | 0  | 0 | 0  | 0  | 0   | 0 |
| Německo   | 0 | 0 | 0  | 0  | 0 | 0  | 0  | 0   | 0 |
| Švédsko   | 0 | 0 | 0  | 0  | 0 | 0  | 0  | 0   | 0 |
| Švýcarsko | 0 | 0 | 0  | 0  | 0 | 0  | 0  | 0   | 0 |

## Divize I

### Skupina A
Turnaj se měl hrát v Győru (Maďarsko) od 10. do 16. ledna 2021
- Francie
- Maďarsko
- Itálie
- Japonsko
- Norsko – postup z divize I B
- Slovensko – sestup z elitní divize

### Skupina B
Turnaj se měl hrát v Radentheinu (Rakousko) od 10. do 16. ledna 2021.
- Rakousko
- Čína
- Tchaj-wan – postup z divize II A
- Dánsko – sestup z divize I A
- Polsko
- Jižní Korea

## Divize II

### Skupina A
Turnaj se měl hrát v Dumfriesu (Velká Británie) od 19. do 22. ledna 2021.
- Velká Británie – sestup z divize I B
- Nizozemsko
- Španělsko – postup z divize II B

### Skupina B
Turnaj se měl hrát v İzmitu (Turecko) od 28. do 31. ledna 2021
- Kazachstán – sestup z divize II A
- Lotyšsko
- Mexiko
- Turecko